# Olie en rook (Zijlstra)
Olie en rook is de naam van de eerste cd van Zijlstra, de band van zanger/liedschrijver Jeroen Zijlstra.

Op dit debuut bezingt Jeroen zijn verleden als Noordzee-visser
tracklist:
- 1 - Lauwersoog
- 2 - In de vismijn
- 3 - Botweg
- 4 - Tato Lucie
- 5 - Dorpsgevoel
- 6 - Warme borsten
- 7 - Wachtsman
- 8 - Zeeziek
- 9 - Donder ze achterover
- 10 - Blues voor Slauerhoff
- 11 - Razende bol
- 12 - Stampen en rollen
- 13 - Visser
- 14 - Bekentenis